# Zhu Qianwei
Zhu Qianwei (en chino: 朱倩蔚; Shanghái, 28 de septiembre de 1990) es una nadadora china y medallista olímpica.

## Trayectoria
En 2008 participó por primera vez en unos Juegos Olímpicos, cuando todavía no había cumplido los 18 años de edad, en los 200 m libre, quedando fuera de las semifinales. También participó en los 4 × 200 m libre, ganando la medalla de plata con un tiempo de 7:45,93, consiguiendo además el récord asiático de la prueba. Con 19 años participó en el Campeonato Mundial de Natación de 2009, ganando una medalla de oro tras hacer un tiempo de 7:42,08. Posteriormente participó en el Campeonato Mundial de Natación en Piscina Corta de 2010, donde ganó una medalla de oro en la prueba de 4 × 200 m libre, y una medalla de bronce en los 4 x 100 m libre. Un año más tarde ganó dos medallas de bronce en las Universiadas, y otra de bronce en el Campeonato Mundial de Natación de 2011. En 2012 se celebraron los Juegos Olímpicos de Londres 2012. Participó en la modalidad de 50 metros libre, donde quedó eliminada a pesar de haber ganado la serie en la que nadó, y también en la prueba de 4 × 200 m libre, donde corrió las series, pero no la final, donde quedó en sexta posición el equipo chino.